# Dracaena aletriformis
Dracaena aletriformis es una especie de planta de la familia de las asparagáceas, anteriormente incluida en las ruscáceas. Se encuentra en los bosques del este de Sudáfrica desde Port Elizabeth hasta Gauteng. También en Suazilandia, pero es más común en los bosques de las tierras bajas y dunas de KwaZulu-Natal.

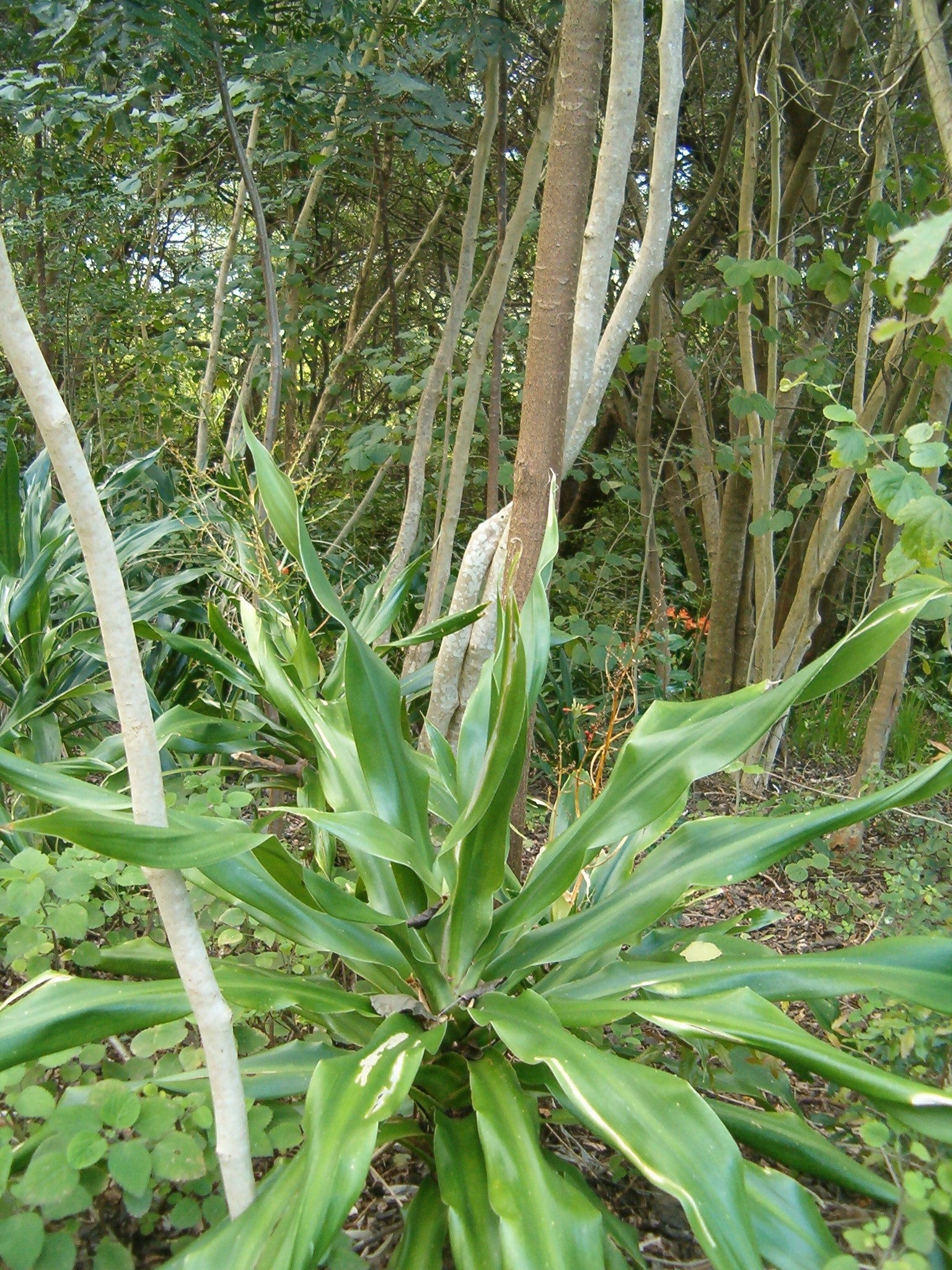
En su hábitat

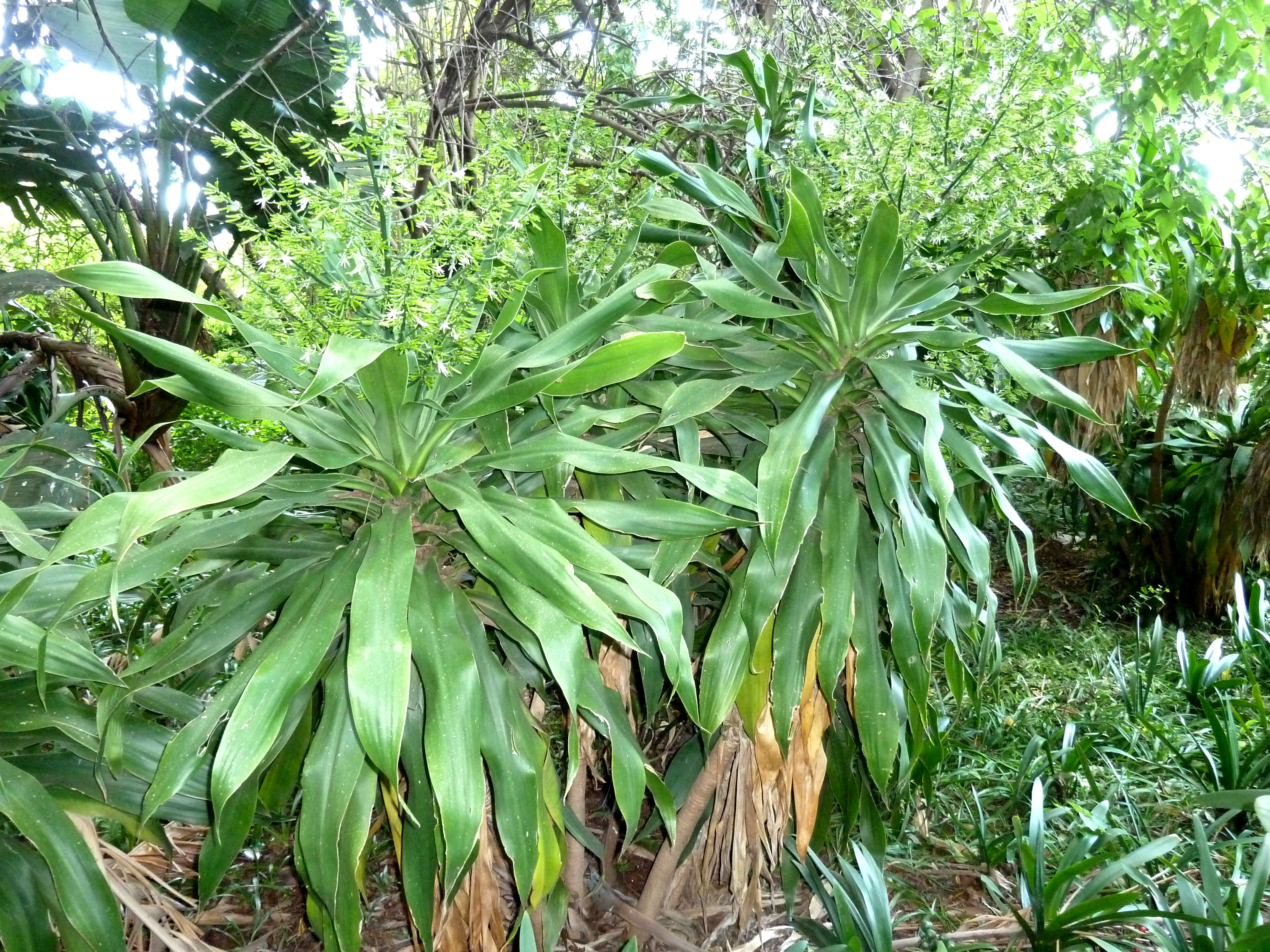
Vista de la planta

## Descripción
Tiene un tallo único o ramificado (por lo general en la base). Las hojas son grandes y como cintas en forma de rosetas en la punta del tallo. Las hojas son de color verde, brillantes y oscuras, con márgenes blanquecinos. Estas plantas pueden crecer hasta los 4 m de altura.  Las flores son de color blanco plateado y se describen como dulcemente perfumadas. Las bayas, con dos lóbulos, maduran a un color rojizo-anaranjado.

## Ecología
Las flores se abren a partir de la tarde hasta la mañana temprano para atraer a las polillas nocturnas como polinizadoras. Los pájaros comen los frutos, ayudando a eliminar la pulpa que contiene un inhibidor del crecimiento que de otra manera frena la germinación de las semillas. Los caracoles y las larvas de la mariposa Artitropa erinnys se alimentan de las hojas. Los pájaros y ratones hacen sus nidos entre las hojas de esta planta.

## Taxonomía
Dracaena aletriformis fue descrita por (Adrian Hardy Haworth) Jan Just Bos y publicado en Flora of Southern Africa 5(3): 3. 1992.
Etimología
Ver: Dracaena
aletriformis: epíteto compuesto que significa "con la forma de Aletris".
Sinonimia
Dracaena hookeriana  K.Koch

Pleomele hookeriana (K.Koch) N.E.Br.

Dracaena rumphii (Hook.) Regel

Dracaena latifolia Regel

Draco hookeriana (K.Koch) Kuntze

Cordyline rumphii Hook.

Yucca aletriformis Haw.

Sansevieria paniculata  Schinz